# بهلوانيات

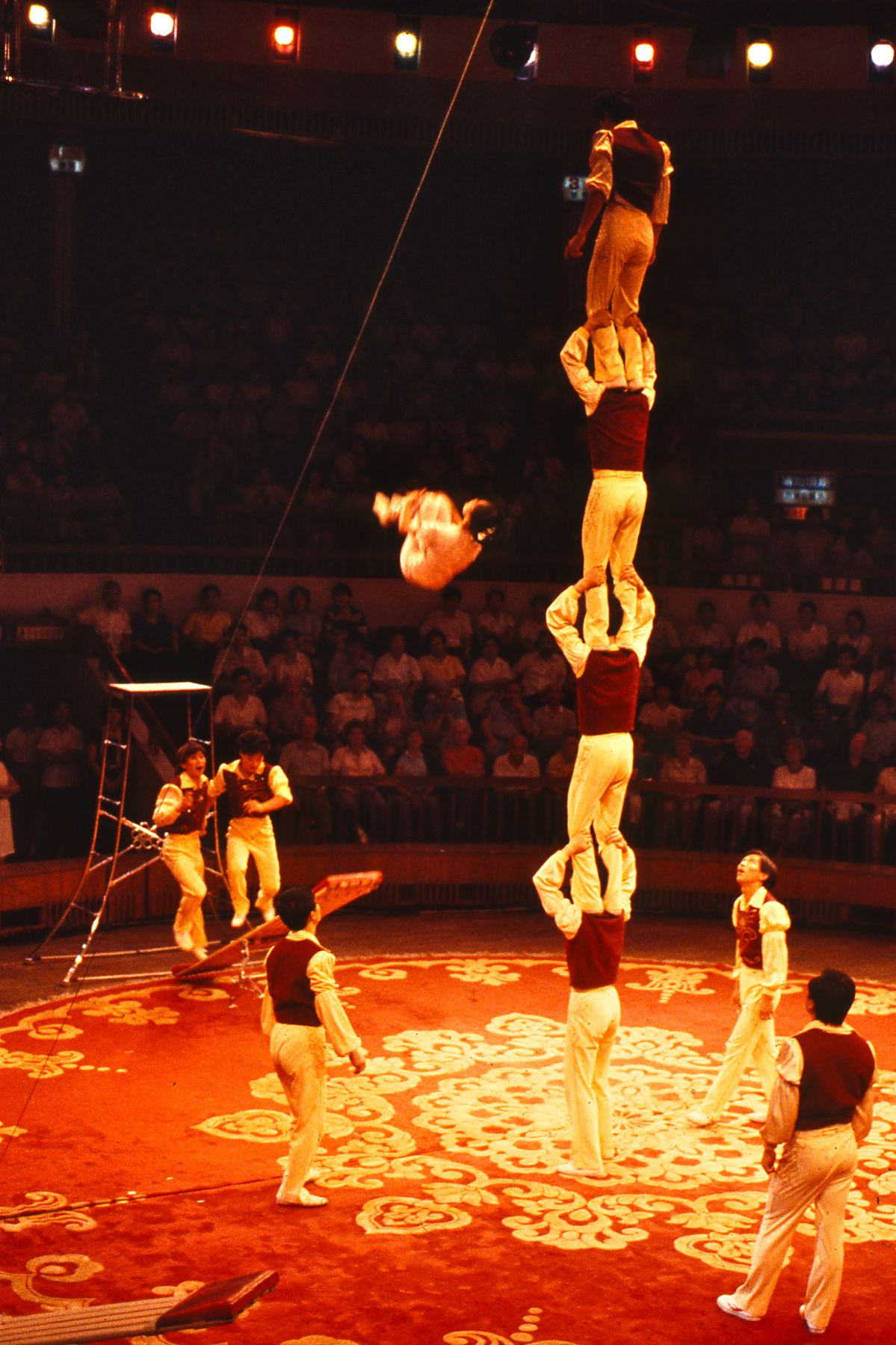
بهلوان صيني في الهواء بعد القذف من المقفز، الصين، 1987

البهلوانيات هي يقصد بها الألعاب أو الحركات التي تظهر إنجازات إنسانية استثنائية في التوازن والرشاقة وتآزرية العضلات. يمكن إيجادها في الفنون التعبيرية و الرياضة والفنون القتالية. 

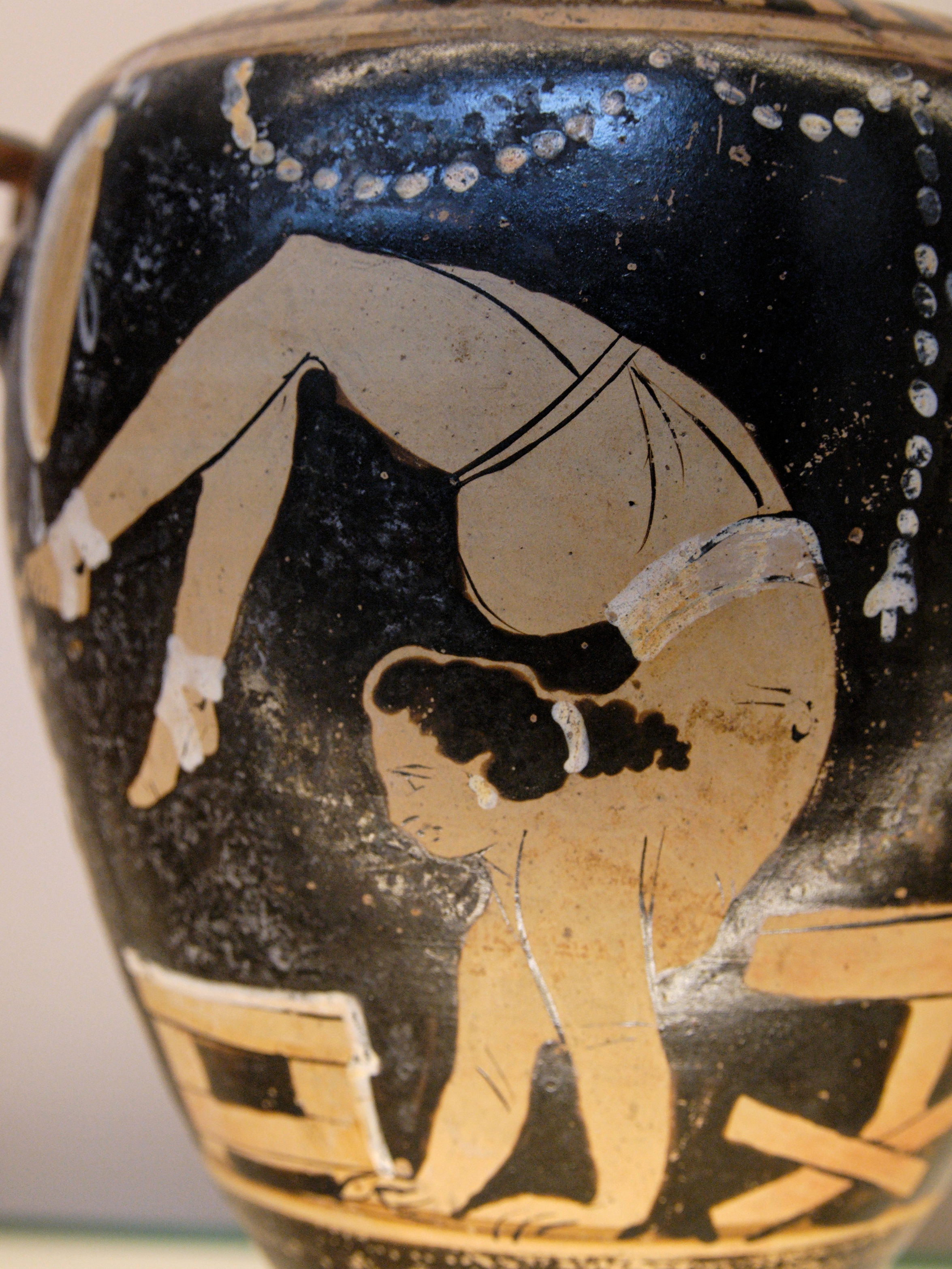
بهلوانة مرسومة على إناء إغريقي، 340-330 ق.ح.ع.

## صور

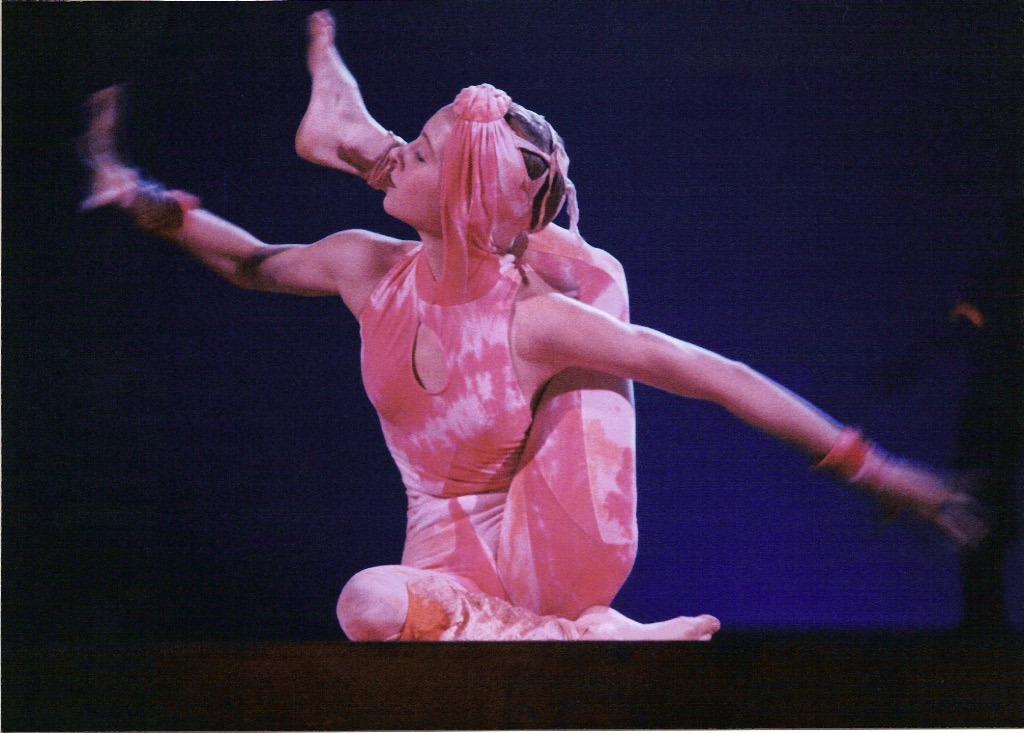
بهلوان في الأداء مع سيرك دو سوليه
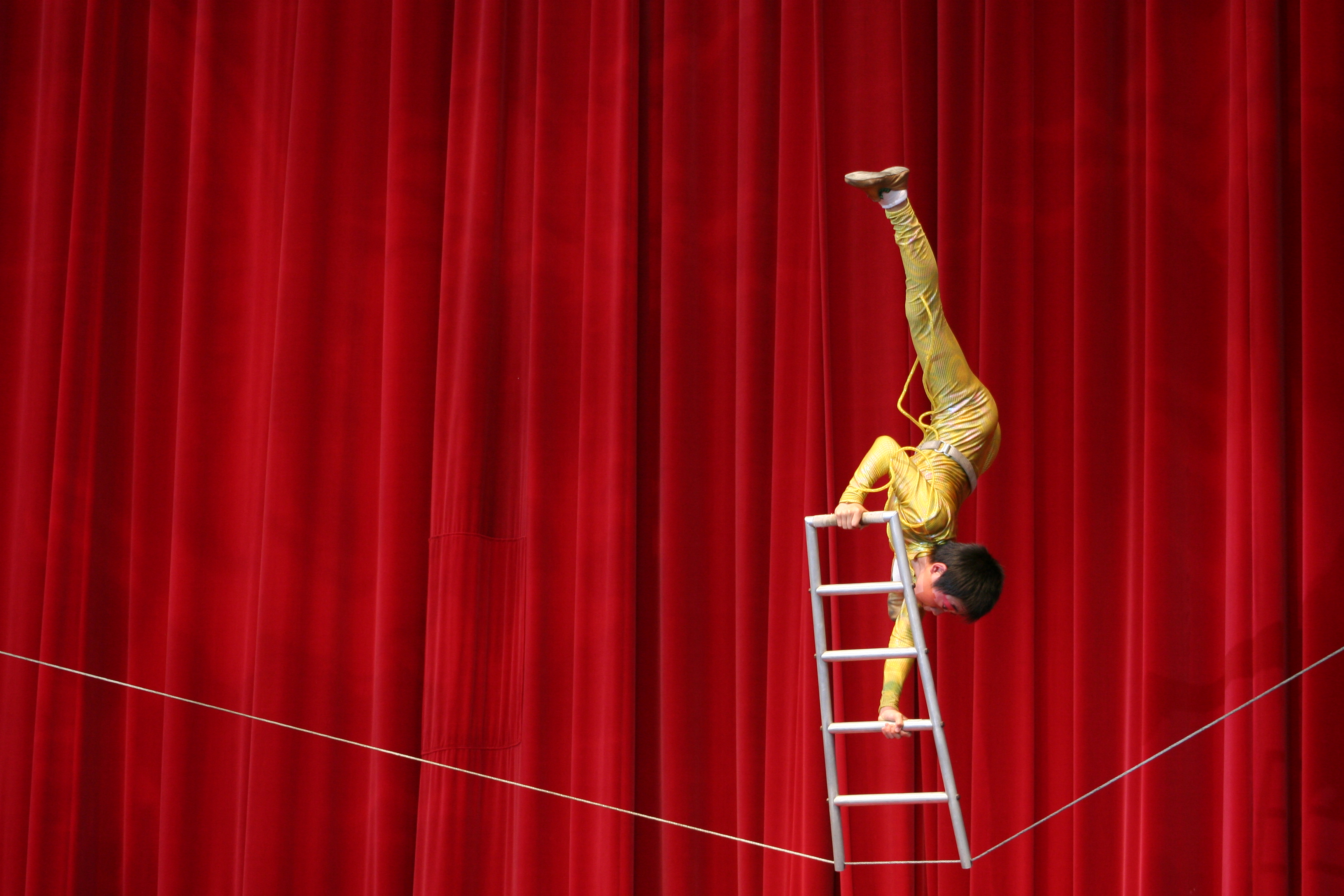
حركة على حبل
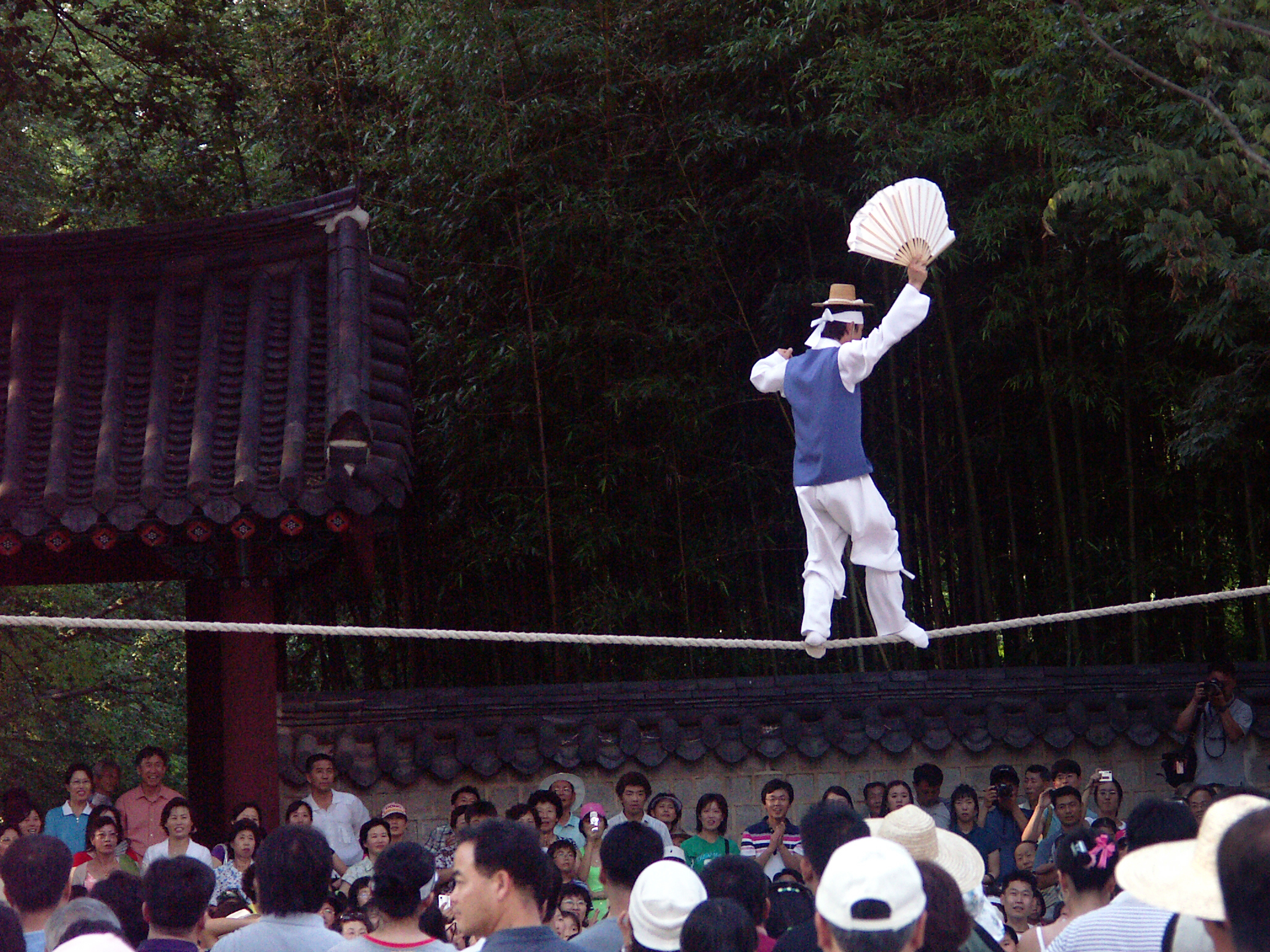
المشي على حبل البهلوان الكوري، "جولتاقي"
تأدية المشي على اليدين
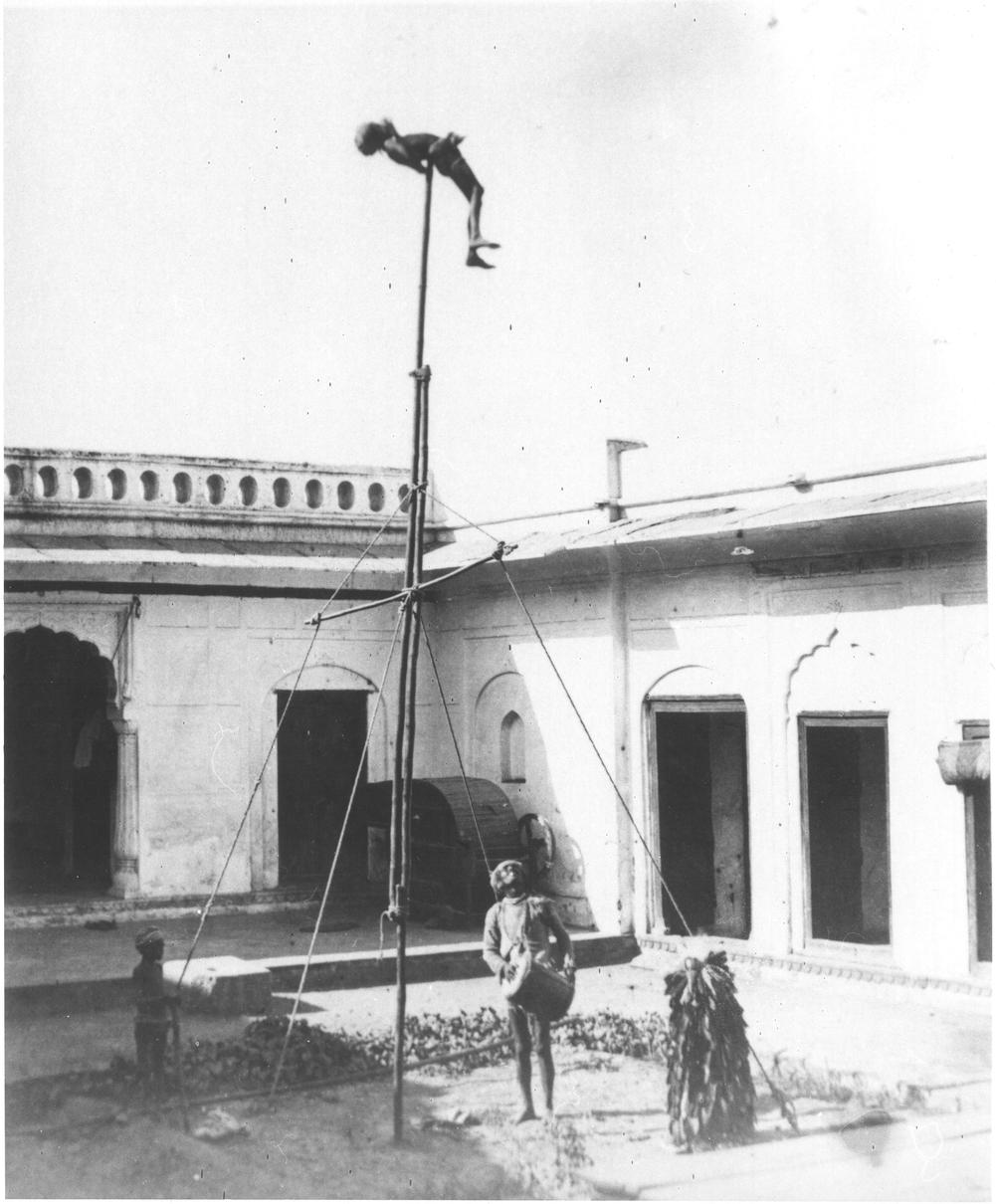
أداء بهلواني في الهند حوالي عام 1863